# Nemzetközi jog
A nemzetközi jog (más néven: nemzetközi közjog) jogága azon magatartási szabályok összessége, amelyek a nemzetközi jog alanyai, elsősorban az államok közötti kapcsolatok rendezését szolgálják, és az államok megegyezésével jönnek létre.
A nemzetközi jog tárgyát alapvetően az államok közötti kapcsolatok képzik. Nem minden államközi kapcsolat tartozik ide, csak azok, ahol az államok a szuverenitás hordozói. Két állam illetve két állam polgárai, jogi személyei közötti polgári jog hatálya alá tartozó ügyleteket, az alkalmazandó jogot stb. nem a nemzetközi közjog, hanem a nemzetközi magánjog szabályozza.
Fő funkciója napjainkban az államok közötti békés és zavartalan kapcsolat fenntartása. Az erőszak tilalma alapvető fontosságú. Ennek ellenére igencsak jellemzi a világpolitikát az agresszió alkalmazása. A fegyveres konfliktusok nem küszöbölhetők ki, ezért ezek jogát is szabályozza a nemzetközi jog.
Alanyainak kötelezettségeit a többi jogalany kérheti számon. Ma már nem csupán államok lehetnek az alanyok.
Szabályai többnyire két vagy több állam akaratának találkozásából születnek. A nemzetközi jog saját jogforrásokkal bír.

## Alapelvei
A nemzetközi jog alapelvei – a közhasználatban – a nemzetközi jog általános tartalmú és egyetemes érvényű szabályai. 
- A népek önrendelkezési joga
- Az államok szuverén egyenlősége
- Az államok területi épsége és politikai függetlensége
- Az államok belügyeibe való beavatkozás tilalma
- Az erőszakkal való fenyegetés és az erőszak alkalmazásának tilalma
- A nemzetközi béke és biztonság veszélyeztetésének tilalma
- Az emberi jogok és az alapvető szabadságjogok tiszteletben tartása

Az ENSZ Közgyűlésének 1970-ben meghozott 2625. (XXV.) sz. határozata az államok közötti baráti kapcsolatokról és az együttműködés nemzetközi jogi alapelveiről a következőkkel egészítette ki az ENSZ Alapokmányában foglaltakat:
- A tagállamok együttműködési kötelezettsége
- A vállalt kötelezettségek jóhiszemű teljesítése

A nemzetközi jog alapelvei a nemzetközi jog kógens szabályainak részét képezik. Az alapelveket sokszor a dokumentumok emelik ki, többek között az ENSZ alapokmánya (1. fejezet). Ez utóbbi arra utal, hogy az alapokmány többi rendelkezését az ENSZ céljainak és elveinek megfelelően kell érvényesíteni. Az alapokmány 103. cikke arról rendelkezik, hogy amennyiben az ENSZ tagjainak bármiféle nemzetközi kötelezettsége ellentétben áll az alapelvekkel, akkor ez utóbbiakat illeti elsőbbség. Tehát a nemzetközi jog alapelvei egyetemes érvényűek, amit jól mutat, hogy nem ENSZ-tagállamok is kötelezőnek ismerik el őket.